# Bex (geslacht)

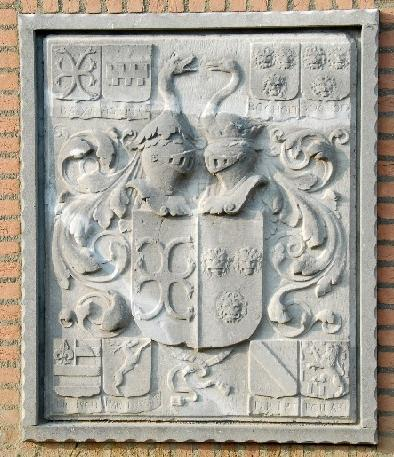
Wapensteen van het voormalige Bexhuis in Brunssum. Tegenwoordig is de wapensteen een onderdeel van een complex aan de Heufkestraat

Het geslacht Bex, ook Becx, Beckx of Becks genoemd, was een ridderlijk geslacht uit het Land van Valkenburg dat voor het eerst in 1381 werd vermeld. De familie bezat onder meer een edelmanshuis in Brunssum, het Bexhuis.
In Brunssum is een aantal straten naar de familie Bex genoemd: Bexhoes, Ridder Bexstraat. Ridder Reinerstraat en Ridder Ulrichstraat.

## Geschiedenis
De eerste vermelding van de familie Bex is in 1381 waarbij Reinier Bex (van Merkelbeek) genoemd werd als leenbezitter van de Wijershof.
Reinier Bex kocht in 1446 het Bexhuis van het adellijk geslacht Van Retersbeek uit Nuth. Hij overleed in 1456, waarna het het Bexhuis met landerijen tijdelijk in handen kwam van de familie Vos. Omstreeks 1537 kocht Dries Bex, waarschijnlijk zeer vermogend, het Bexhuis met landerijen van huis Vos terug.
Ulrich Bex, zoon van Peter Bex en Margaretha van Bocholtz, kocht het Bexhuis met landerijen in 1643 van zijn oom Reinier IV Bex. Ulrich huwde met Anna Maria van Holshausen. Uit dit huwelijk zijn geen kinderen geboren.

Na de dood van zijn vrouw, huwde hij op 4 februari 1703 met een dienstmeisje uit Brunssum, Helena Panhoesen. Voor hun huwelijk werd te Brunssum in 1669 een niet adellijke zoon, Joannes Bex, geboren.
Ulrich, die vrijwel zijn hele leven in geldnood zat, overleed op 5 februari 1703. Hij werd bij zijn voorvaderen in de Gregoriuskerk begraven.
Omdat Ulrich geen adellijke erfgenamen had, stief de tak op het moment van zijn overlijden uit. De familienaam Bex bestaat echter tot op de dag van vandaag nog altijd.

## Leden van de familie
Brunssum heeft meerdere ridders Bex gekend, waarvan de voornaamste waren:
- Reinier Bex, zoon van Jan Bex, stierf in 1456.
- Dries Bex, overleed in 1552.
- Reinier Bex II tekende met een aantal edelen een stuk, waarin hij beleed katholiek en Rooms te zijn en koning Filips II van Spanje te dienen. In een oorlog met Frankrijk raakte hij in krijgsgevangenschap en werd voor een behoorlijk bedrag vrijgekocht, waarna hij een lening moest afsluiten om dit terug te betalen. Hij stierf in 1599.

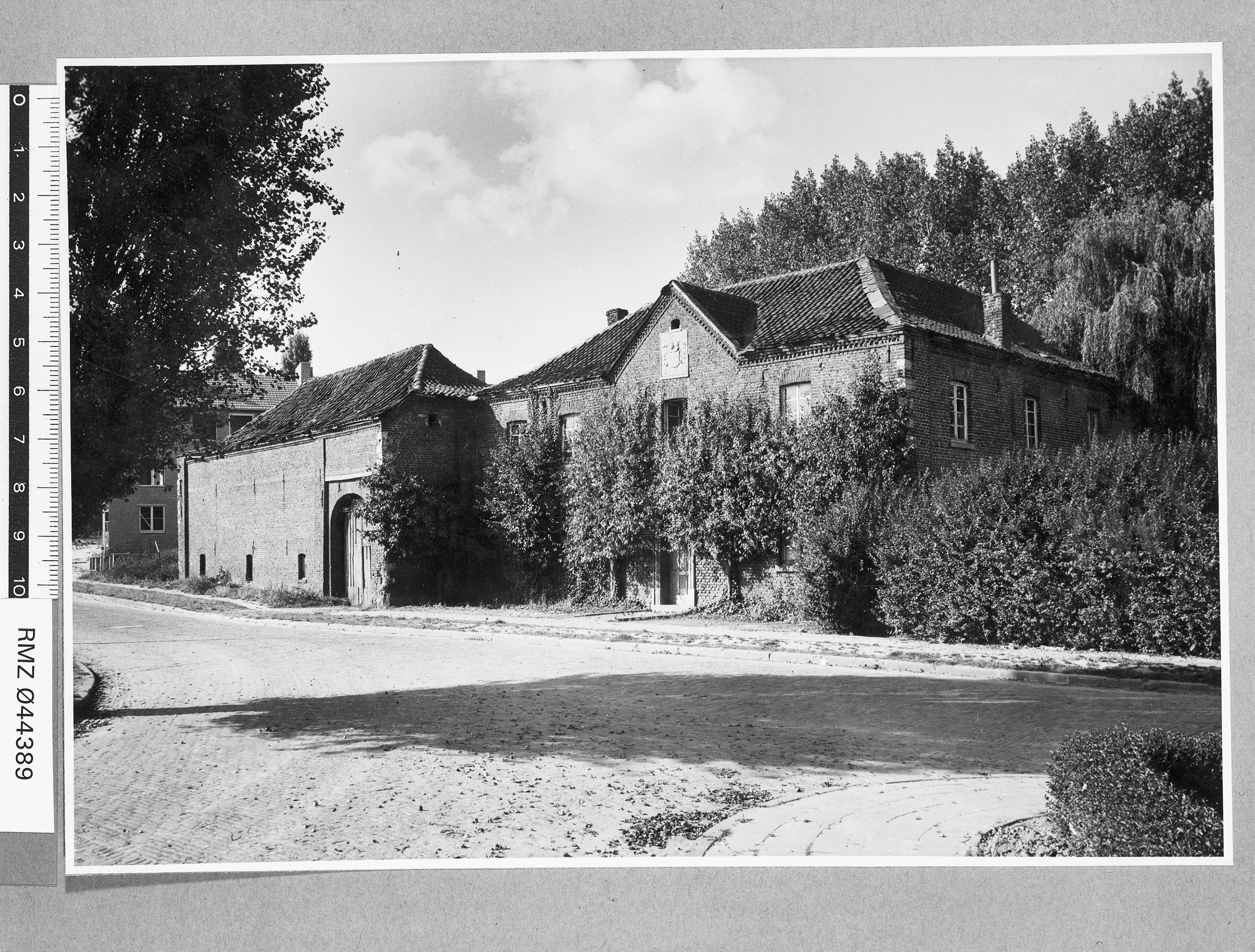
Het Bexhuis in 1953.

- Ulrich Bex, overleed in 1703.

## Bezittingen
De familie bezat onder andere:
- Brunssum, Bexhuis (1446-1686), de zetel van de ridderfamilie.
- Grefrath, diverse goederen (?-1679)
- Horst, Hof Oliemolen (?-1679)
- Lobberich, In gen Have, tegenwoordig Burg Ingenhoven (?-1679)
- Merkelbeek, Wijershof, waarvan reeds in 1381 sprake is dat deze in bezit was van de familie Bex. De Wijershof is een verdwenen hoeve nabij het huidige Onderste Hof aan de Merkelbekerbeek en dicht bij de Sint-Clemenskerk.
- Swalmen, Wielershof (?-1679), diverse goederen onder Swalmen werden in 1686 verkocht aan het Gereformeerd Weeshuis te Maastricht.
- Vlodrop, Oederade (?-1679)